# Трамвай Флоренции
Трамвай Флоренции — вид общественного транспорта города Флоренция Италия.

## Описание
Вид транспорта города Флоренции. Система имеет два маршрута.

## История
- Первая система трамвая работала в городе с 1879 года/конка , электрический трамвай с 1898.
- Во время войны система сильно пострадала, но трамвайное движение возобновилось в 1945 году. С 1 января 1946 года была создана ATAF (Azienda Tranvie ed Autofilovie Fiorentine) – муниципальная система. В связи с отсутствием денег на реконструкцию старой рельсовой системы ATAF переходит на безрельсовый транспорт. Трамвайное движение закрыто в 1958 году.[1]
- Вторая система трамвая действует с 14 февраля 2010 года[2]. Имеется подземная часть. 11 февраля 2019 открыли новую линию.

## Строительство
Новое строительство велось с начала нулевых 21 века. в 2010 открыт первый маршрут. в 2019 открыт второй маршрут.

## Маршруты
Два маршрута:
- Т1 синий/Леонардо — открыт в 2010, продление в 2018[3]. 11,5 км, 26 остановок.
- Т2 красный/Веспуччи — открыт в 2019, продление в 2025. Соединяет аэропорт с центром города. 5,3 км, 12 остановок.